# Holden HD
Holden HD — среднеразмерный автомобиль, выпускавшийся с 1965 по 1966 год австралийской компанией Holden.

## Описание
Седаны и универсалы Holden HD были запущены в производство 15 февраля 1965 года, а в июле 1965 года параллельно начался выпуск купе и панельных фургонов. Стиль кузова имеет сходство с Vauxhall FC Victor, включая необычное вогнутое заднее стекло. HD стал первым автомобилем Holden с дисковыми тормозами (появились 1 июня 1965 года). Также HD стал первым автомобилем Holden с двигателем, у которого двойные карбюраторы Stromberg и выхлопные коллекторы. HD часто путают с преемником — HR, хотя у HD передние указатели поворота расположены под бампером, а у HR круглые указатели были расположены в радиаторной решётке. В то же время у HR были узкие задние фонари, которые тянулись вверх по концам задних плавников, но не по краю.

## Модельный ряд
Модельный ряд Holden HD включал в себя четырёхдверные седаны и пятидверные универсалы. Комплектации:
- Holden Standard Sedan;
- Holden Standard Station Sedan;
- Holden Special Sedan;
- Holden Special Station Sedan;
- Holden Premier Sedan;
- Holden Premier Station Sedan.

Модельный ряд коммерческих автомобилей включал в себя двухдверные юты и панельные фургоны:
- Holden Utility;
- Holden Panel Van.

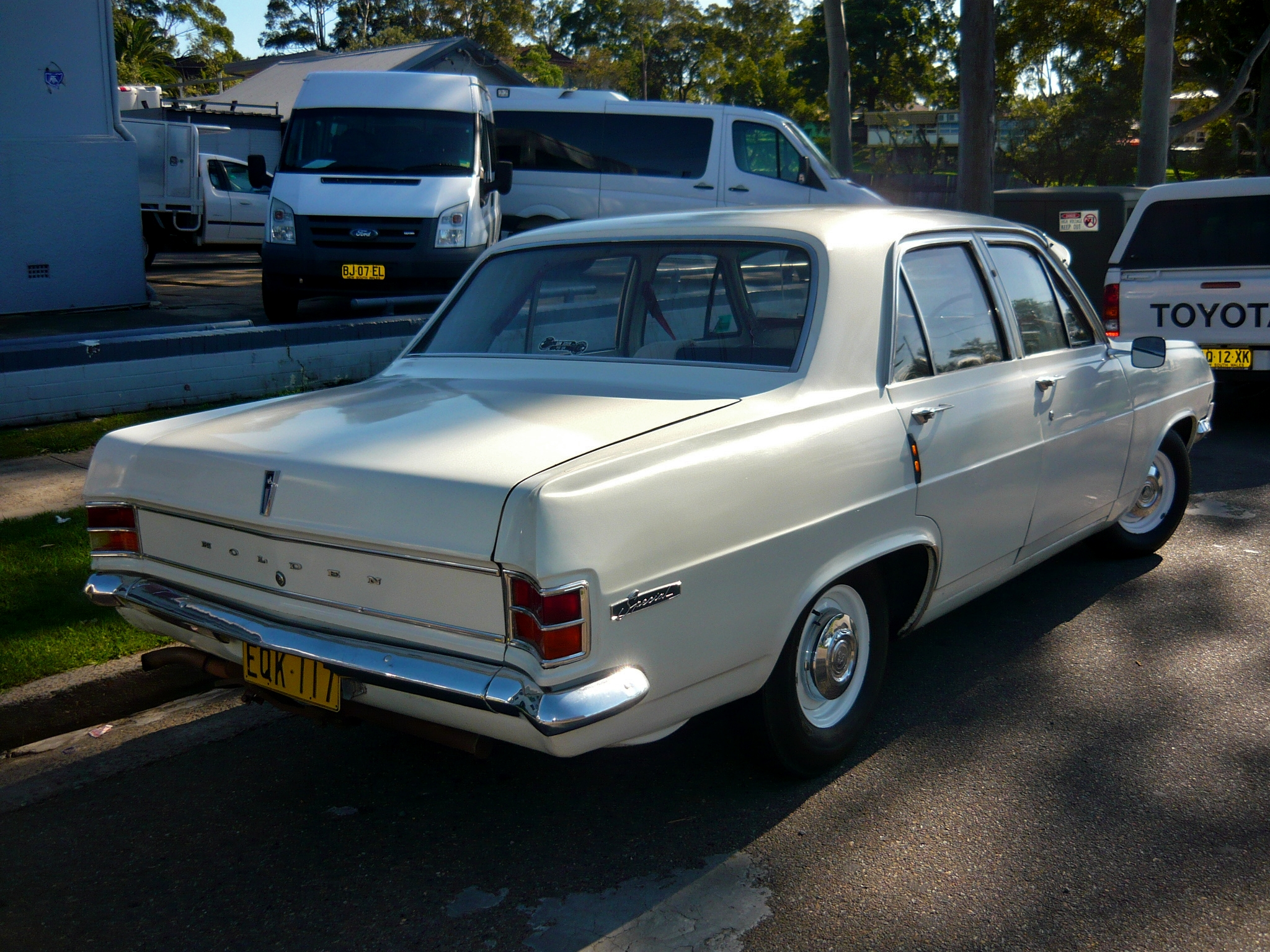
Holden Special (седан)
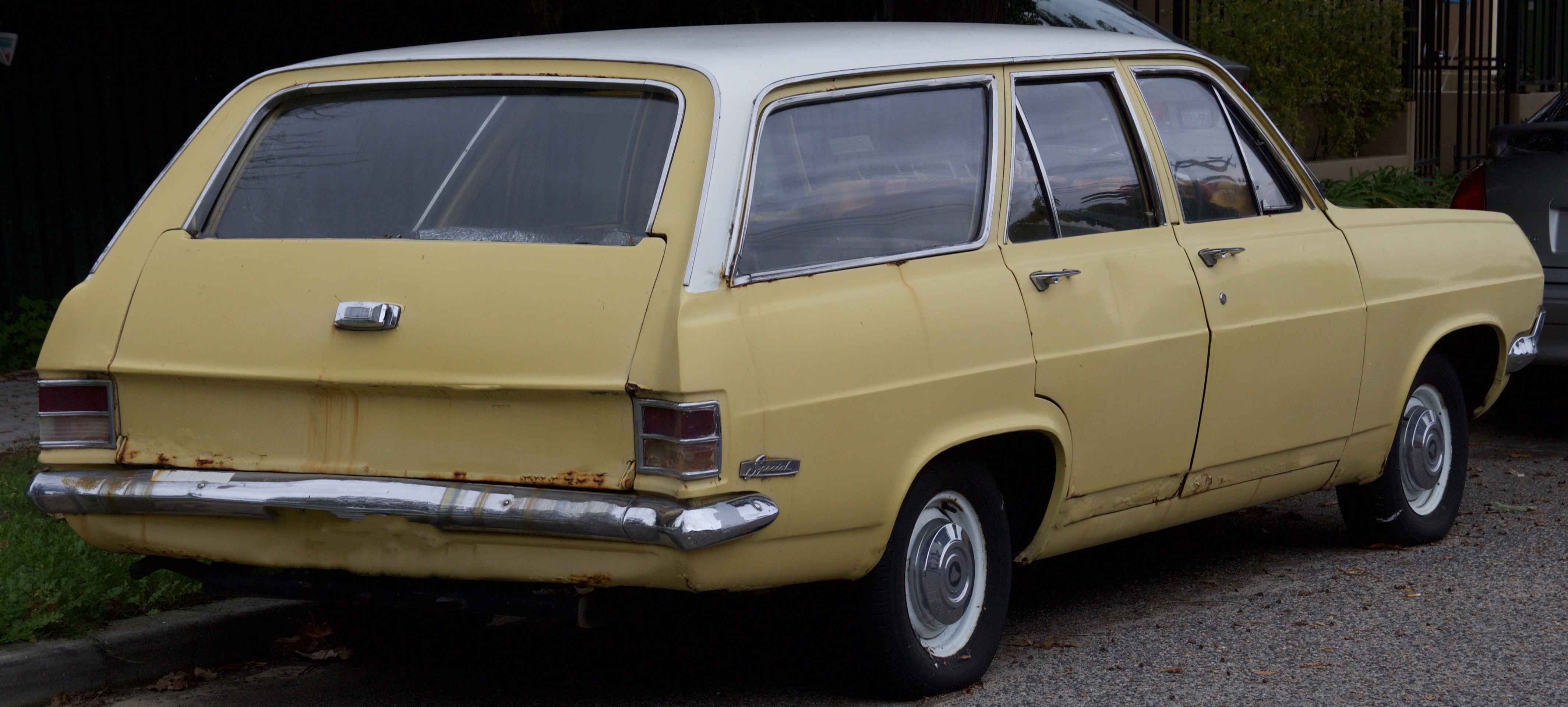
Holden Special (универсал)
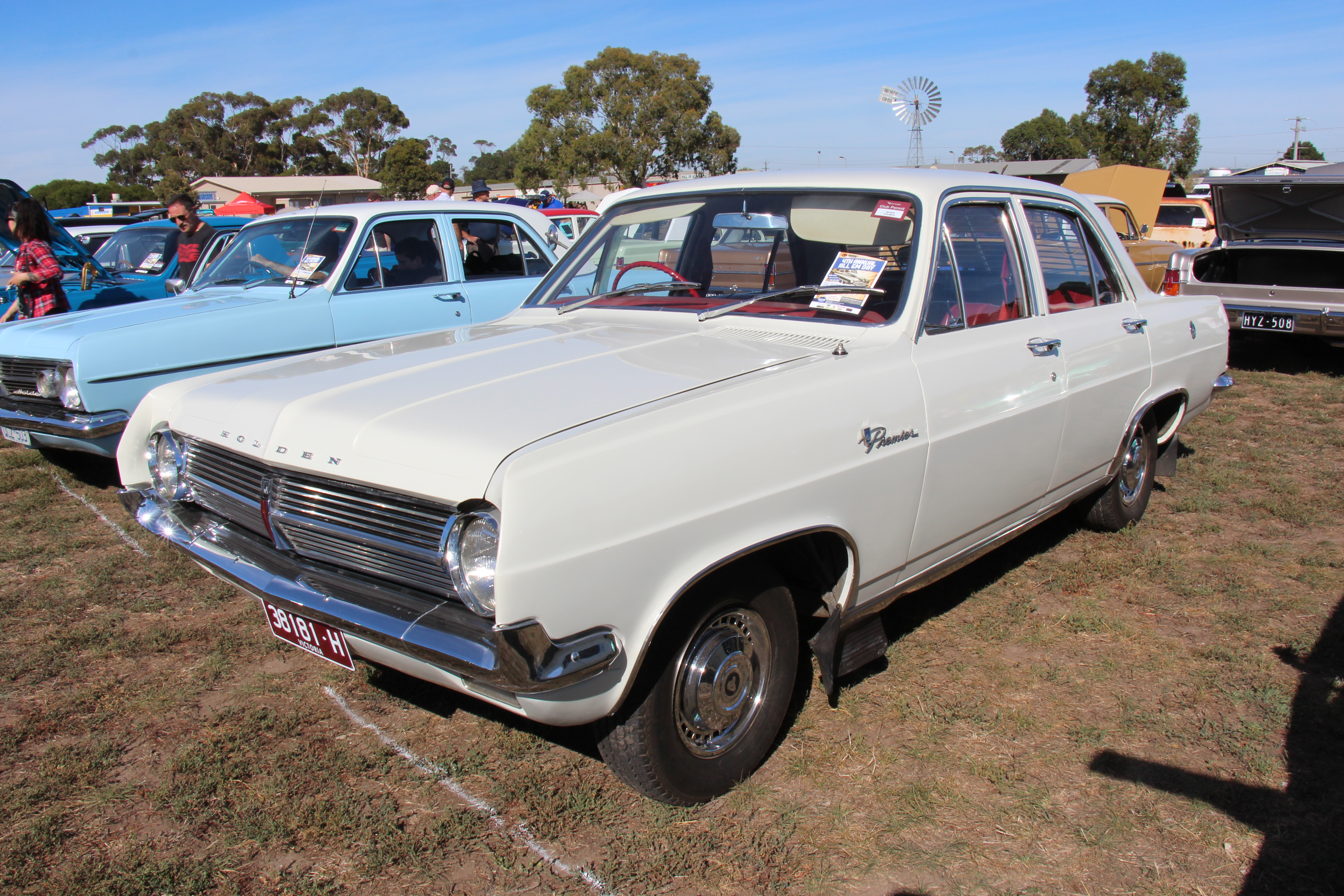
Holden Premier (седан)
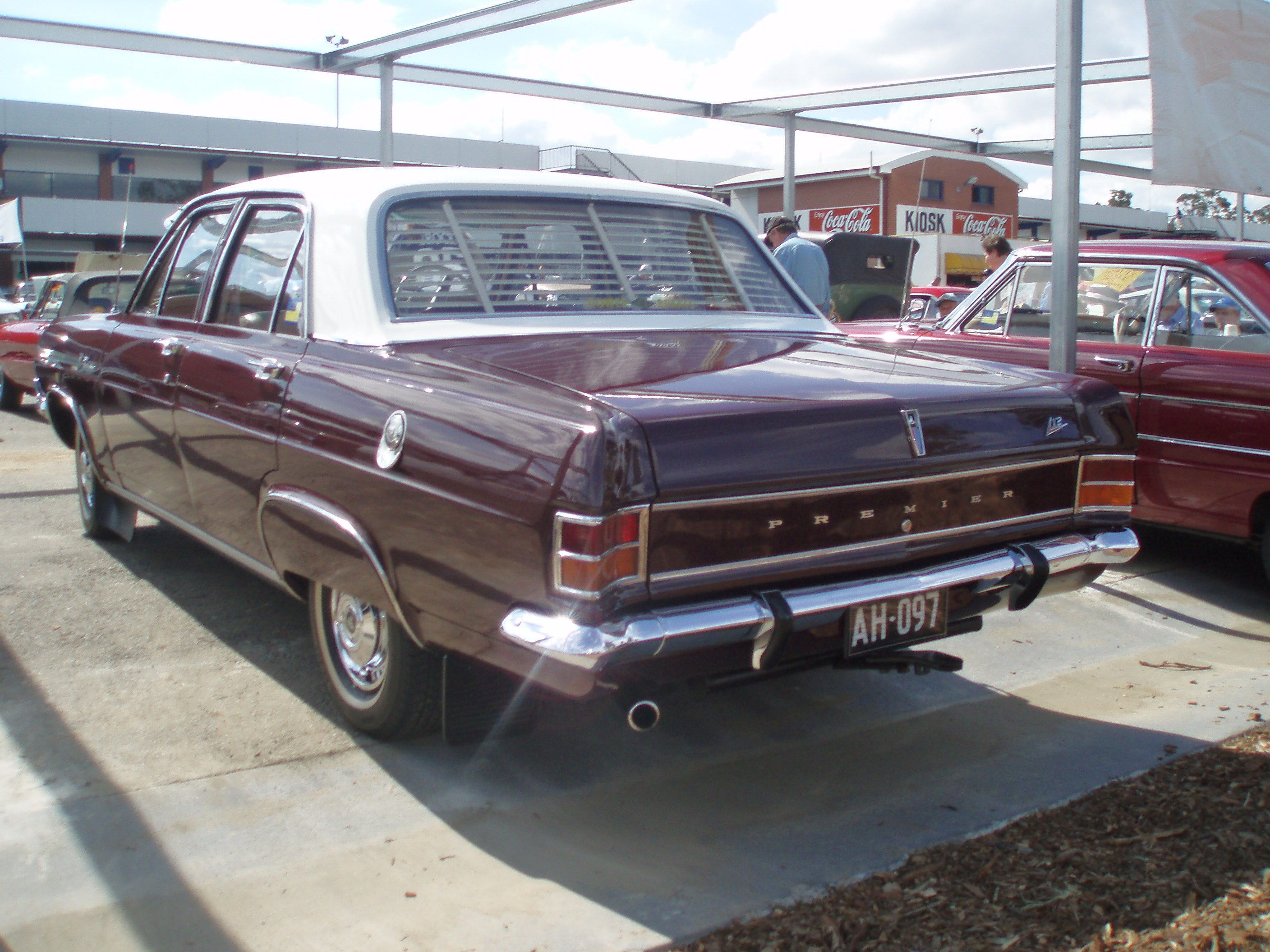
Holden Premier (седан)
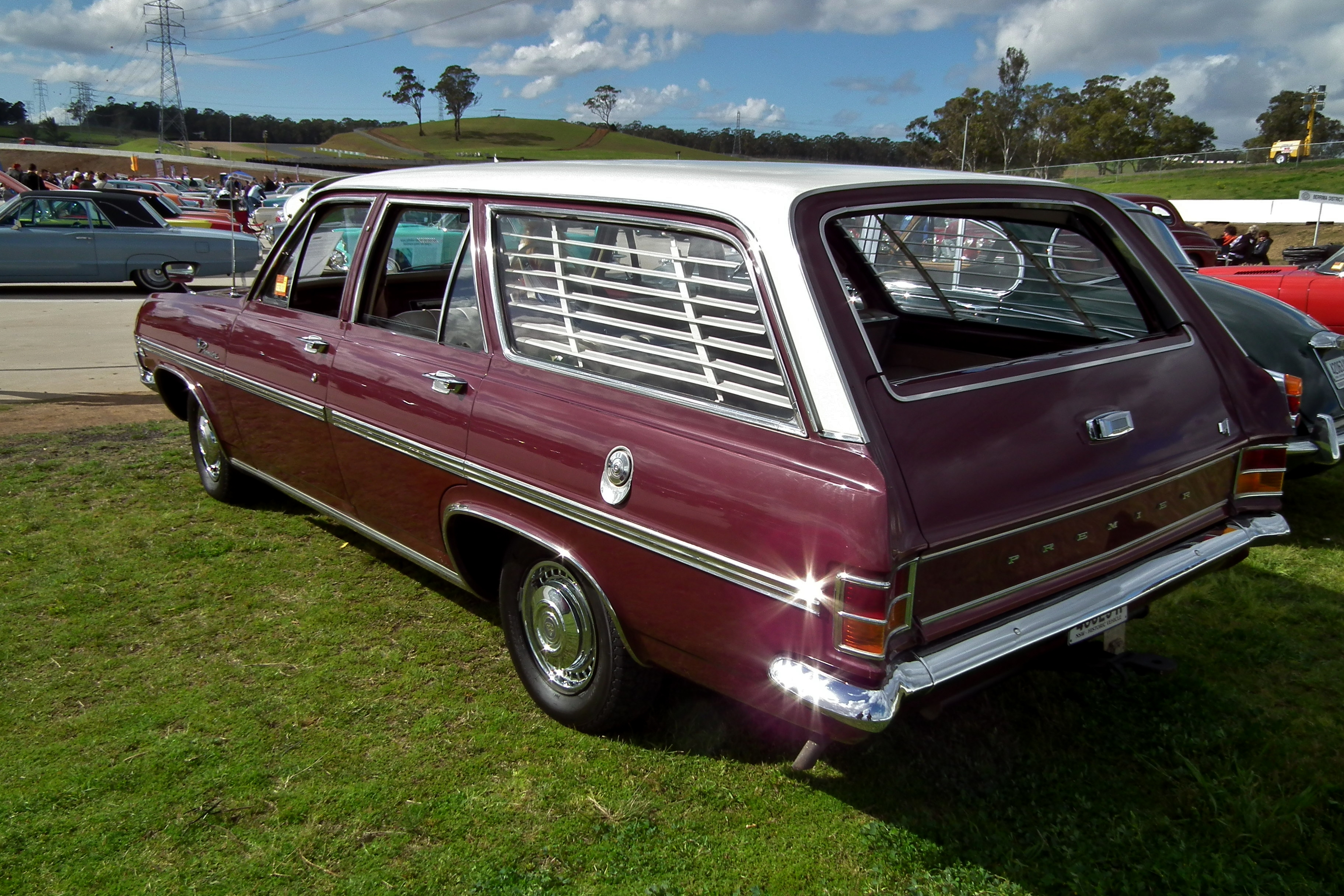
Holden Premier (универсал)
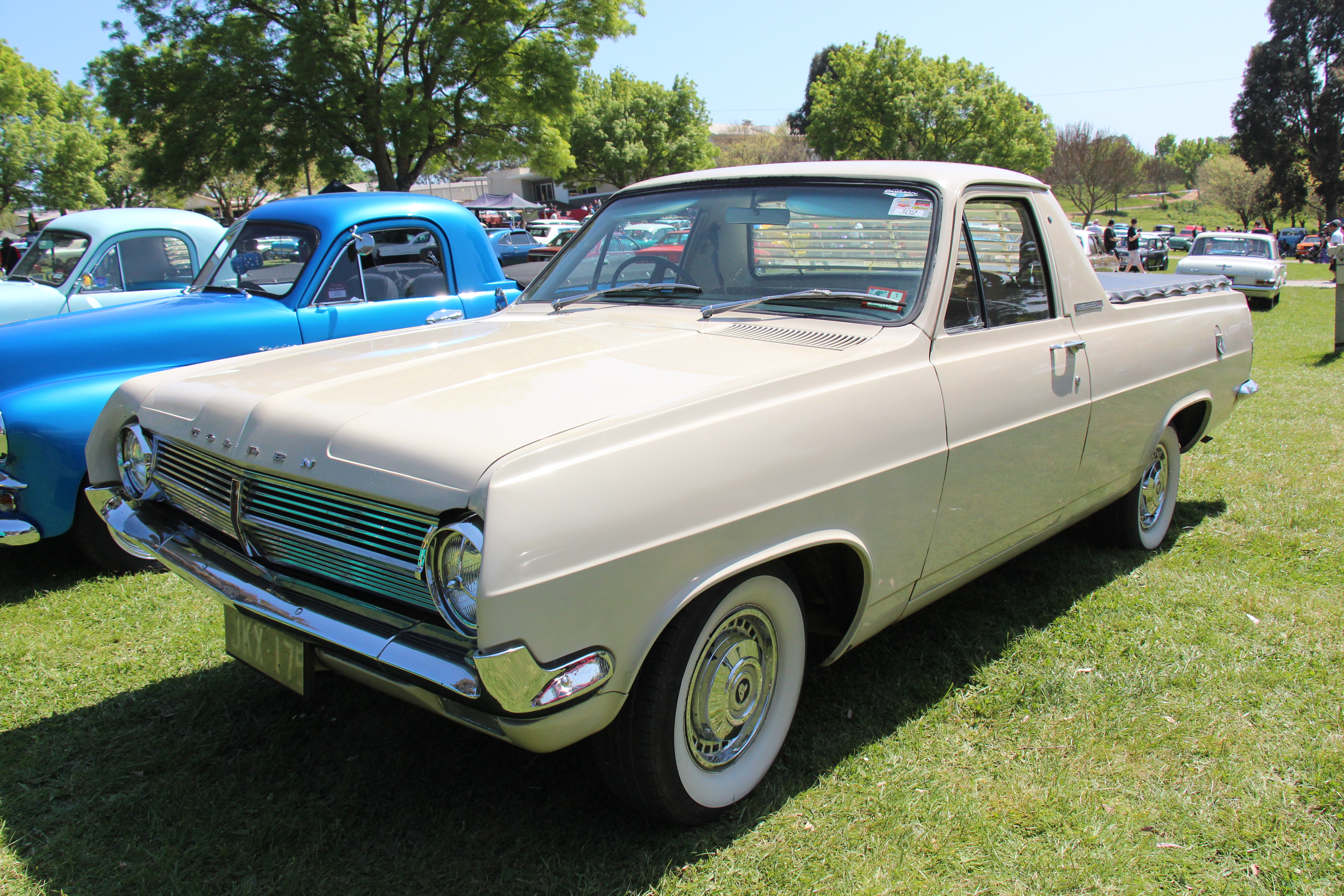
Holden Utility
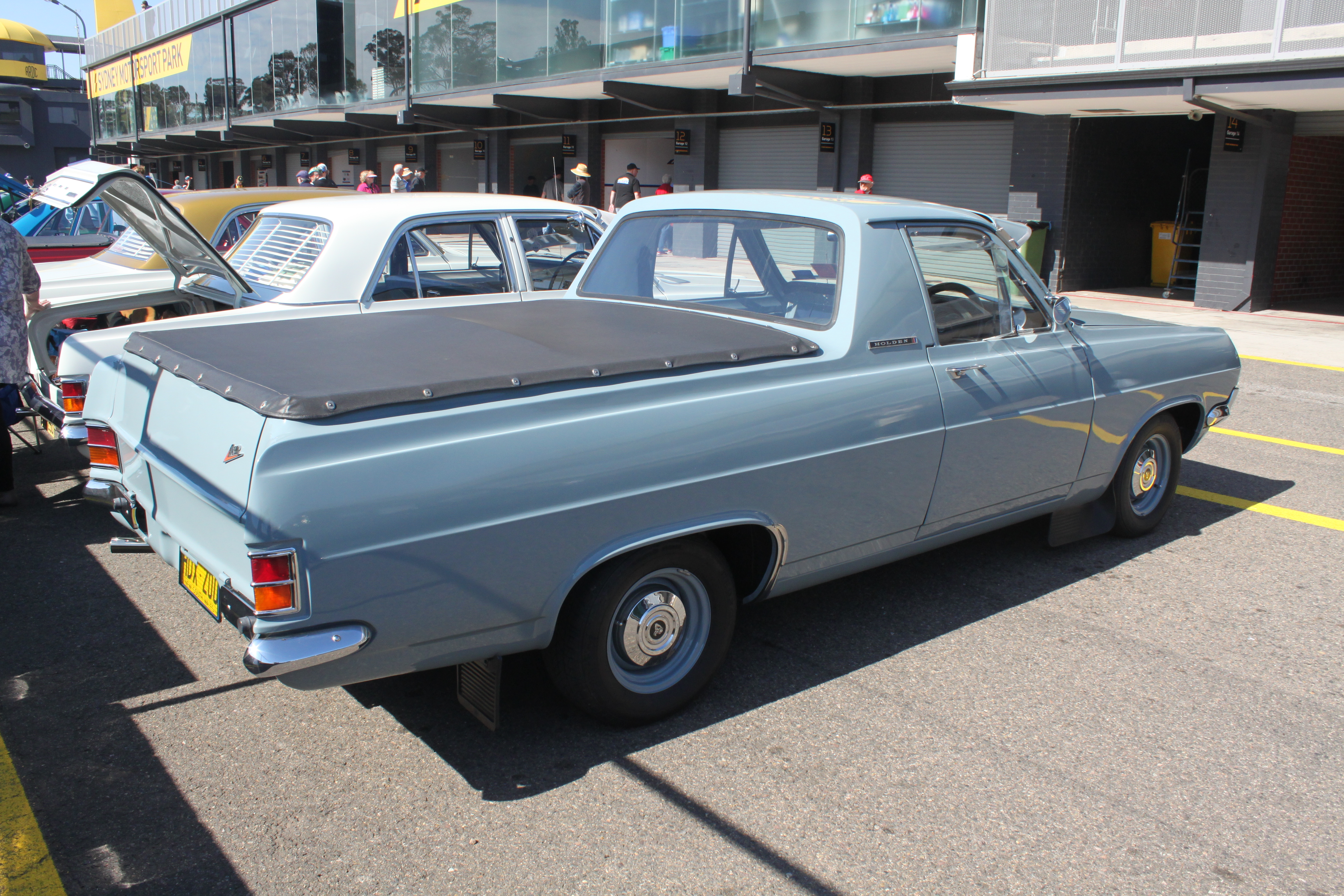
Holden Utility
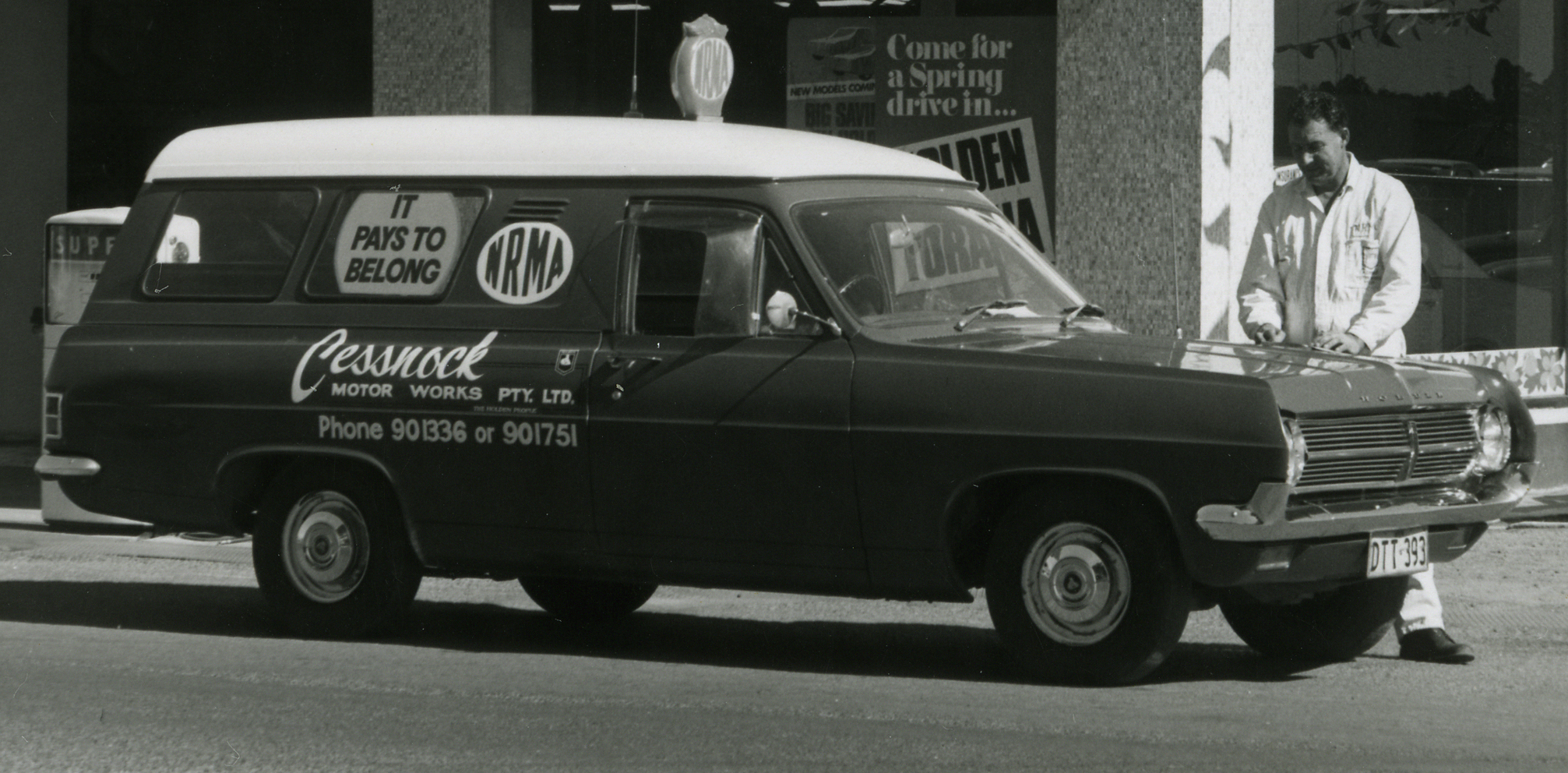
Holden Panel Van
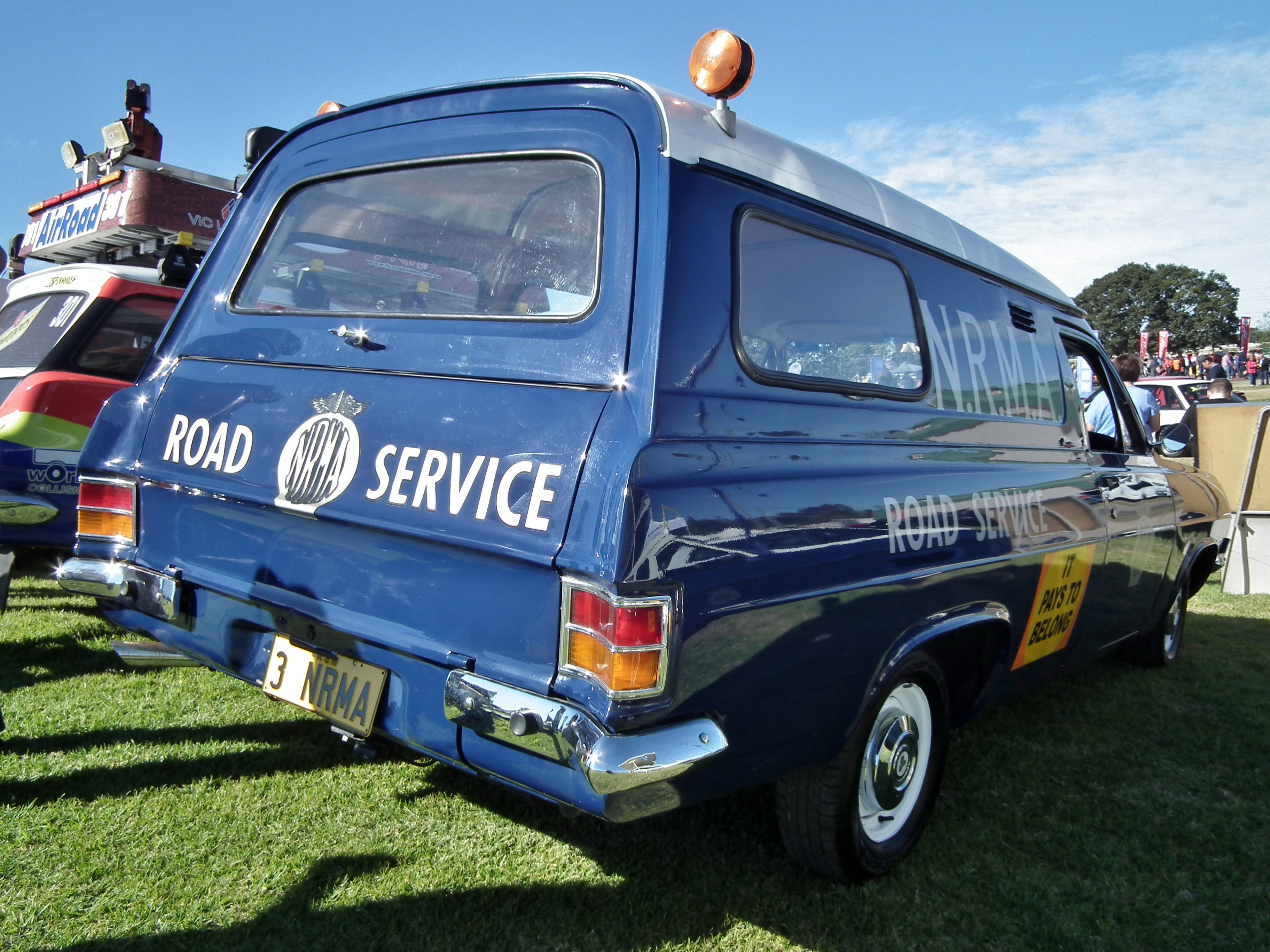
Holden Panel Van

## Двигатели и трансмиссии
Holden HD оснащался рядными шестицилиндровыми двигателями. 2,4-литровый двигатель мощностью 100 л. с. применялся во всех моделях, кроме Premier, а 2,9-литровый двигатель мощностью 115 л. с. применялся в Premier и опционально устанавливался на все модели. Версия «X2» мощностью 140 л. с. также являлась опциональной для каждой модели. Двигатели сочетались в паре с трёхступенчатой механической или же с двухступенчатой автоматической трансмиссией. В Южной Африке автомобиль оснащался 3,2-литровым двигателем.

## Производство
В апреле 1966 года преемником Holden HD стал Holden HR. Всего было выпущено 178927 автомобилей.